# Habrotrocha vicina
Habrotrocha vicina är en hjuldjursart som beskrevs av Donner 1980. Habrotrocha vicina ingår i släktet Habrotrocha och familjen Habrotrochidae. Inga underarter finns listade i Catalogue of Life.